# HD 82043
HD 82043，又名BD-01 2268，SAO 136899、HR 3760，是一颗恒星，视星等为6.14，位于銀經235.72，銀緯33.23，其B1900.0坐标为赤經9h 24m 20.3s，赤緯-1° 33.23′ 5″。